# 小杉陽太
小杉 陽太（こすぎ ようた、1985年12月8日 - ）は、東京都江東区出身の元プロ野球選手（投手）、コーチ、実業家。株式会社l'unique代表取締役。

## 経歴

### プロ入り前
東京都江東区出身（父は秋田県出身）。小学6年生まではバスケットボールをやっていたが、東陽フェニックスのキャプテンに誘われて野球を始める。深川第四中学校在籍は江東ライオンズに所属。二松学舎大附属高校に進学後は1年からベンチ入りし、2002年春の第74回選抜高等学校野球大会に出場するが当時は背番号11の控え投手で登板はなかった。
高校卒業後は亜細亜大学に入学し、硬式野球部に所属して1年春にリーグ戦デビューを果たすが部員の不祥事による活動停止、2部降格などもあり、3年生の進級直前に大学を退学した。野球部では1年上に糸数敬作、1年下に岩見優輝、岩本貴裕がいた。1部リーグ通算で8試合、0勝4敗、防御率5.75。以後は野球を離れて昼はフレッシュネスバーガー原宿店、夜はバーで半年間アルバイトをしていたが、高校の恩師から誘われて母校で練習を再開したところ、JR東日本監督の堀井哲也が小杉を探し出してチームに勧誘、2007年にJR東日本へ入社した。入社1年目から第78回都市対抗野球大会の準々決勝で先発投手を務めるなどの活躍を見せた。
2008年10月30日に行われた2008年のドラフト会議では、横浜ベイスターズから5位指名を受け、同年11月28日に契約金5000万円（推定）、年俸1000万円で契約に合意した。背番号は54。選抜高校野球出場時のガイドブックにおける小杉の欄には、好きな球団として「横浜ベイスターズ」と書かれてあり、まさに意中の球団からの指名となった。
横浜ベイスターズ入団会見の際には婚約者を同伴していた。その婚約者と2009年の元日に入籍。

### プロ入り後
2009年
肩痛もあって出遅れたが、二軍では11試合に登板して2勝2敗1セーブ、48回2/3を投げて防御率4.62と成績を残した。一軍昇格後、同年10月5日の広島東洋カープ戦（横浜スタジアム）でプロ初登板・初先発を果たした。
2010年
3月28日の埼玉西武ライオンズ戦（イースタン・リーグ）で9回1死まで無安打投球を続けていたが、平尾博嗣に本塁打を打たれノーヒットノーランを逃した。その後に一軍昇格を果たすと、同年8月11日の中日ドラゴンズ戦（横浜スタジアム）で、5回4失点だったものの直後に味方が逆転し、プロ初勝利を挙げた。
2011年
二軍では29試合に登板し、4勝5敗3セーブ、防御率3.03の成績を収めたが、一軍ではあまり登板はなかった。
2012年
4月21日の阪神タイガース戦（横浜スタジアム）に先発。5回2失点で2年ぶりの勝利となるシーズン初勝利を挙げた。
2013年
改造したフォームで臨み、先発ローテーションの一角に組み込まれるが、5月17日の北海道日本ハムファイターズ戦（横浜スタジアム）で肩を痛め降板、登録を抹消され、以降一軍に上がることなくシーズンを終えた。シーズン終盤の9月に右肩部分のクリーニング手術を行い、以降リハビリに努めた。
2014年
二軍では21試合に登板し、防御率4.30を記録した。一軍では2試合の登板に留まった。
2015年
ロングリリーフとして起用され、一時は勝利の方程式入りも期待されていた。しかし、4度の一軍昇格・降格を繰り返すなど安定した成績は残せなかった。結果的には、プロ入り後最多の27試合登板を果たした。
2016年
初の開幕一軍入りを果たし、主にビハインド、大量リードの場面を担当した。前年よりも試合数は減ったが、制球が安定したことにより、防御率・WHIP等を改善させた。
2017年
プロ入り後初めて一軍登板がなく、10月5日に球団から戦力外通告を受け、現役引退を表明。

### 現役引退後
戦力外通告時にDeNAから球団職員の打診もあったが、2017年11月、東京都新宿区袋町に「株式会社l’unique」（リュニック）を設立し、イベント会社社長に転身した。当初はイベント事業を行っていたが、2018年10月の時点ではその会社は広告業を経て動画の事業にシフトしている。同年12月には中学生時代に所属した江東ライオンズのピッチングアドバイザーに就任し、少年野球の指導にもあたっている。憧れの経営者は前田裕二。
2021年2月17日、四国学院大学硬式野球部の投手コーチに就任した。
2021年11月3日に、2022年から横浜DeNAベイスターズのコーチを務めることが発表された。役職は二軍投手コーチで、背番号は94。4月12日、斎藤隆一軍投手コーチのコロナ感染に伴う暫定措置として一軍投手コーチとなる。
2023年10月23日、2024年からは一軍投手コーチに配置転換されることが発表された。2024年2月23日から3月8日にかけて、球団の戦略的パートナーシップの一環としてアリゾナ・ダイヤモンドバックスへ二軍打撃コーチの下園辰哉らとともに派遣された。

## 選手としての特徴・人物
入団当初は最速148km/hの速球を武器とする投手だったが、2012年からは友利結の助言もあって打たせて取る技巧派に転向した。これに併せて、変化球も従来のスライダー・スローカーブ・フォークに加え、シュートを取得した。2013年からはテークバックを小さくしたフォームに改造していた。
現役引退後にイベント会社を起業したが、現役中からセカンドキャリアへの備えとしてビジネス書を読むなどしていた。会社の初仕事として、小杉と同年に現役を引退した元選手会長の下園辰哉のトークショーイベントを企画した。

## 詳細情報

### 年度別投手成績
| 年 度     | 球 団     | 登 板 | 先 発 | 完 投 | 完 封 | 無 四 球 | 勝 利 | 敗 戦 | セ 丨 ブ | ホ 丨 ル ド | 勝 率 | 打 者 | 投 球 回 | 被 安 打 | 被 本 塁 打 | 与 四 球 | 敬 遠 | 与 死 球 | 奪 三 振 | 暴 投 | ボ 丨 ク | 失 点 | 自 責 点 | 防 御 率 | W H I P |
| --------- | --------- | ----- | ----- | ----- | ----- | -------- | ----- | ----- | -------- | ----------- | ----- | ----- | -------- | -------- | ----------- | -------- | ----- | -------- | -------- | ----- | -------- | ----- | -------- | -------- | ------- |
| 2009      | 横浜 DeNA | 1     | 1     | 0     | 0     | 0        | 0     | 1     | 0        | 0           | .000  | 26    | 6.0      | 5        | 2           | 3        | 0     | 0        | 6        | 0     | 0        | 2     | 2        | 3.00     | 1.33    |
| 2010      | 横浜 DeNA | 8     | 3     | 0     | 0     | 0        | 1     | 2     | 0        | 0           | .333  | 107   | 21.0     | 36       | 8           | 9        | 1     | 1        | 11       | 2     | 0        | 23    | 23       | 9.86     | 2.14    |
| 2011      | 横浜 DeNA | 5     | 1     | 0     | 0     | 0        | 0     | 1     | 0        | 0           | .000  | 34    | 9.0      | 7        | 1           | 2        | 0     | 0        | 7        | 0     | 0        | 4     | 4        | 4.00     | 1.00    |
| 2012      | 横浜 DeNA | 17    | 3     | 0     | 0     | 0        | 1     | 0     | 0        | 0           | 1.000 | 139   | 32.1     | 34       | 1           | 9        | 1     | 4        | 26       | 3     | 0        | 19    | 18       | 5.01     | 1.33    |
| 2013      | 横浜 DeNA | 6     | 6     | 0     | 0     | 0        | 1     | 2     | 0        | 0           | .333  | 126   | 28.1     | 30       | 3           | 17       | 0     | 1        | 20       | 4     | 0        | 15    | 15       | 4.76     | 1.66    |
| 2014      | 横浜 DeNA | 2     | 0     | 0     | 0     | 0        | 0     | 0     | 0        | 0           | ----  | 8     | 2.0      | 1        | 0           | 2        | 0     | 0        | 1        | 0     | 0        | 0     | 0        | 0.00     | 1.50    |
| 2015      | 横浜 DeNA | 27    | 0     | 0     | 0     | 0        | 3     | 3     | 0        | 2           | .500  | 164   | 35.1     | 37       | 3           | 20       | 0     | 1        | 27       | 3     | 0        | 21    | 17       | 4.33     | 1.61    |
| 2016      | 横浜 DeNA | 20    | 0     | 0     | 0     | 0        | 0     | 0     | 0        | 0           | ----  | 112   | 26.2     | 26       | 3           | 10       | 2     | 1        | 19       | 2     | 0        | 12    | 11       | 3.71     | 1.35    |
| 通算：8年 | 通算：8年 | 86    | 14    | 0     | 0     | 0        | 6     | 9     | 0        | 2           | .400  | 716   | 160.2    | 176      | 21          | 72       | 4     | 8        | 117      | 14    | 0        | 96    | 90       | 5.04     | 1.54    |

- 横浜（横浜ベイスターズ）は、2012年にDeNA（横浜DeNAベイスターズ）に球団名を変更

### 年度別守備成績
| 年 度 | 球 団     | 投手  | 投手  | 投手  | 投手  | 投手  | 投手     |
| 年 度 | 球 団     | 試 合 | 刺 殺 | 補 殺 | 失 策 | 併 殺 | 守 備 率 |
| ----- | --------- | ----- | ----- | ----- | ----- | ----- | -------- |
| 2009  | 横浜 DeNA | 1     | 0     | 0     | 0     | 0     | ----     |
| 2010  | 横浜 DeNA | 8     | 4     | 2     | 0     | 0     | 1.000    |
| 2011  | 横浜 DeNA | 5     | 1     | 1     | 0     | 0     | 1.000    |
| 2012  | 横浜 DeNA | 17    | 3     | 9     | 0     | 0     | 1.000    |
| 2013  | 横浜 DeNA | 6     | 1     | 5     | 0     | 0     | 1.000    |
| 2014  | 横浜 DeNA | 2     | 0     | 1     | 0     | 0     | 1.000    |
| 2015  | 横浜 DeNA | 27    | 0     | 6     | 1     | 0     | .857     |
| 2016  | 横浜 DeNA | 20    | 1     | 6     | 0     | 0     | 1.000    |
| 通算  | 通算      | 86    | 10    | 30    | 1     | 0     | .976     |

### 記録
初記録
投手記録
- 初登板・初先発：2009年10月5日、対広島東洋カープ24回戦（横浜スタジアム）、6回2失点で敗戦投手[21]
- 初奪三振：同上、2回表に岩本貴裕から見逃し三振[21]
- 初勝利・初先発勝利：2010年8月11日、対中日ドラゴンズ16回戦（横浜スタジアム）、5回4失点[22]
- 初ホールド：2015年5月5日、対東京ヤクルトスワローズ8回戦（横浜スタジアム）、7回表に2番手で救援登板、1回1失点

打撃記録
- 初打席：2009年10月5日、対広島東洋カープ24回戦（横浜スタジアム）、3回裏にコルビー・ルイスから三振

### 背番号
- 54（2009年 - 2017年）
- 94（2022年 - ）

### 登場曲
- ゆず 「with You」
- グリーンボーイズ 「声」